# Zvenígorod
Zvenígorod - Звенигород (rus) - és una ciutat de l'óblast de Moscou, a Rússia. Es troba a la riba esquerra del Moskvà, a 48 km a l'oest del centre de Moscou.

## Història
Zvenígorod existeix des del segle xii (1152), tot i que la primera menció escrita sobre la ciutat data del 1338. El nom de la ciutat deriva de les arrels zvení (tocar les campanes) i górod (ciutat), per tant significa 'Ciutat on sonen les campanes'. Pel que sembla, quan sonaven les campanes de Zvenígorod el so s'escoltava des de Moscou.
La ciutat pren importància a finals del segle xiv, quan l'hereta el segon fill de Demetri I, Iuri de Zvenígorod, que construeix la seva residència en un vessant a la vora del Moskvà. El kremlin local, anomenat Gorodok, conté l'únic exemple d'arquitectura moscovita del segle xiv, la Catedral de l'Assumpció (1399). L'interior de la catedral està decorat amb frescs del famós pintor Andrei Rubliov.
Zvenígorod es veié marcada per les guerres internes que menaren els fills de Iuri pel control de Moscou, sota el regnat del seu cosí Basili II (1425-1462). Després de la derrota de la facció de Zvenígorod, la ciutat fou incorporada al Gran Ducat de Moscou. La vila visqué una època de declivi. A començaments del segle xvii la vila fou devastada per les tropes de Demetri I el Fals, que avançaven de camí a Moscou. A mitjans d'aquell segle, el 1650, Aleix de Rússia escollí el monestir de Zvenígorod com a residència als voltants de Moscou. El boiar Borís Morózov establí a la vila una foneria de ferro. La vila obtingué finalment l'estatus de ciutat el 1784. El monestir fou devastat de nou el 1812 quan fou pres per les tropes franceses després de la batalla de Borodinó, tot i que fou recuperat per les tropes cosaques dies després. La ciutat no tornà a recuperar la seva importància comercial, es desmantellà el negoci dels Morózov i la ciutat es convertí en una vila predominantment agrícola. Per aquesta raó a finals del segle xix la ciutat es convertí en seu d'intel·lectuals, un lloc de moda als afores de Moscou. S'hi construïren algunes datxes extravagants, que avui dia s'han convertit en museus, com la casa de Serguei Tanéiev, la d'Anton Txékhov o la d'Issaak Levitan.

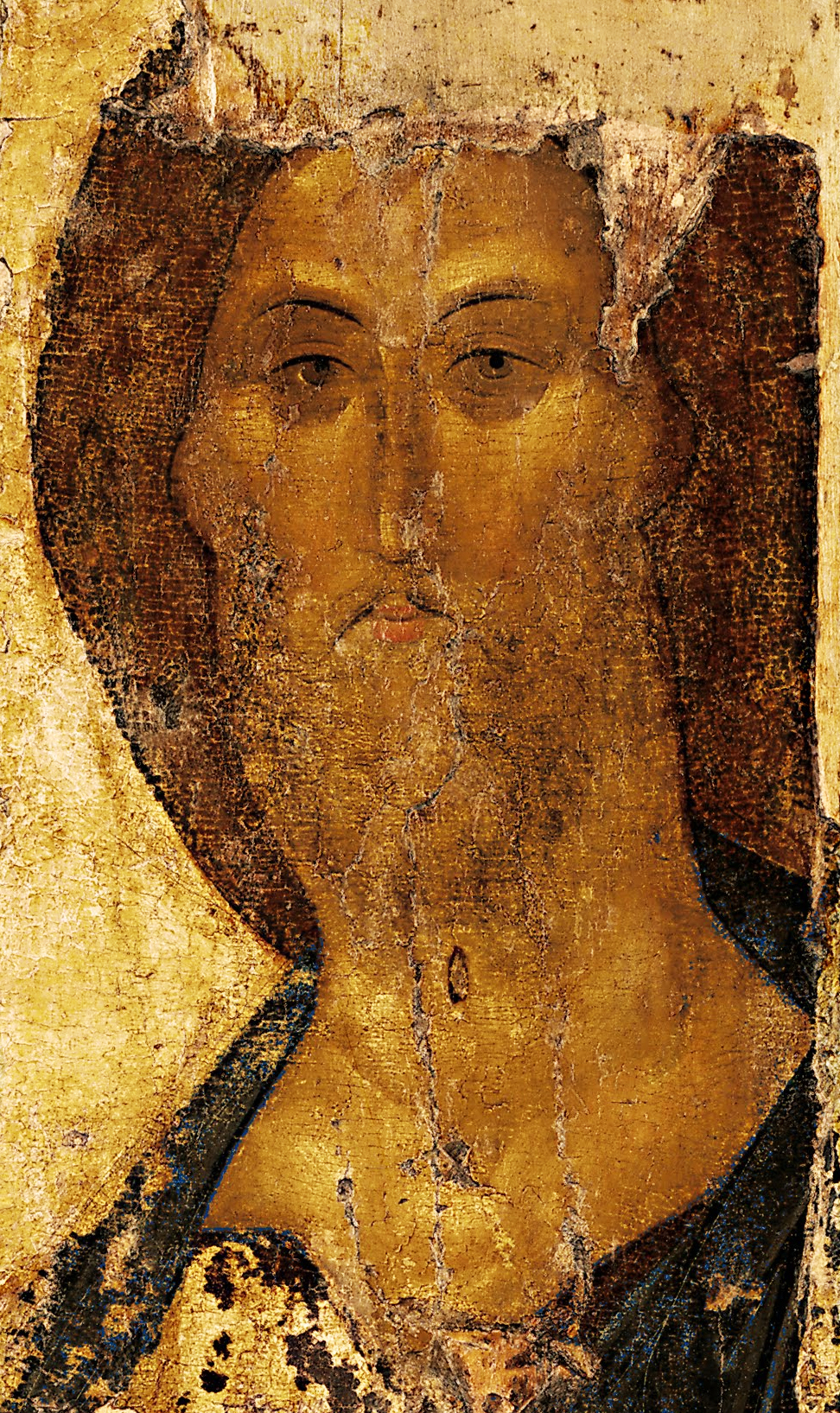
El Salvador. Icona d'Andrei Rubliov de la iconòstasi de Zvenígorod.
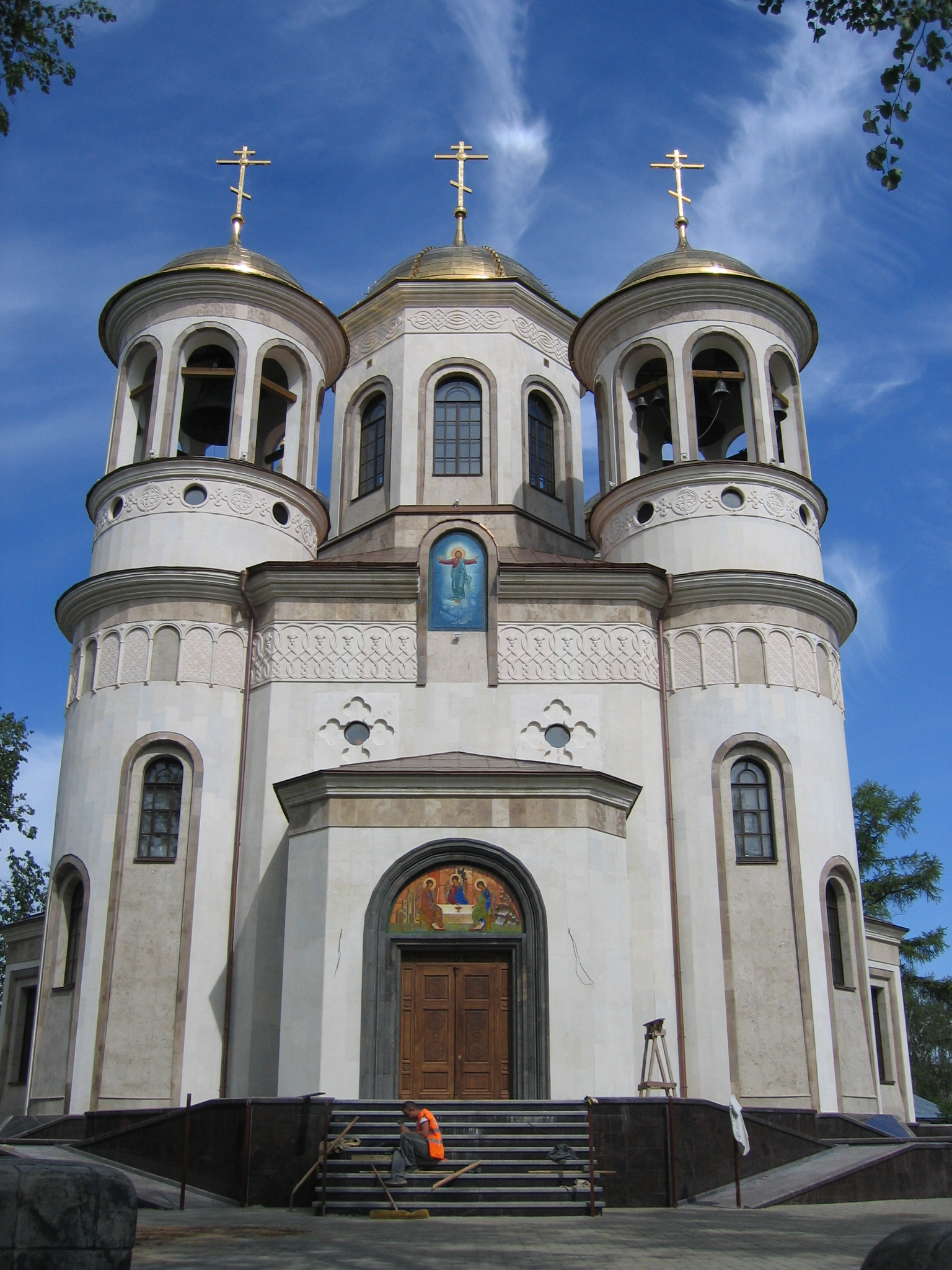
La Catedral de l'Assumpció, a Zvenígorod.